# L'Annonciation du musée San Marco
 (février 2023).
Si vous disposez d'ouvrages ou d'articles de référence ou si vous connaissez des sites web de qualité traitant du thème abordé ici, merci de compléter l'article en donnant les références utiles à sa vérifiabilité et en les liant à la section « Notes et références ».
Ne doit pas être confondu avec L'Annonciation du couvent San Marco.

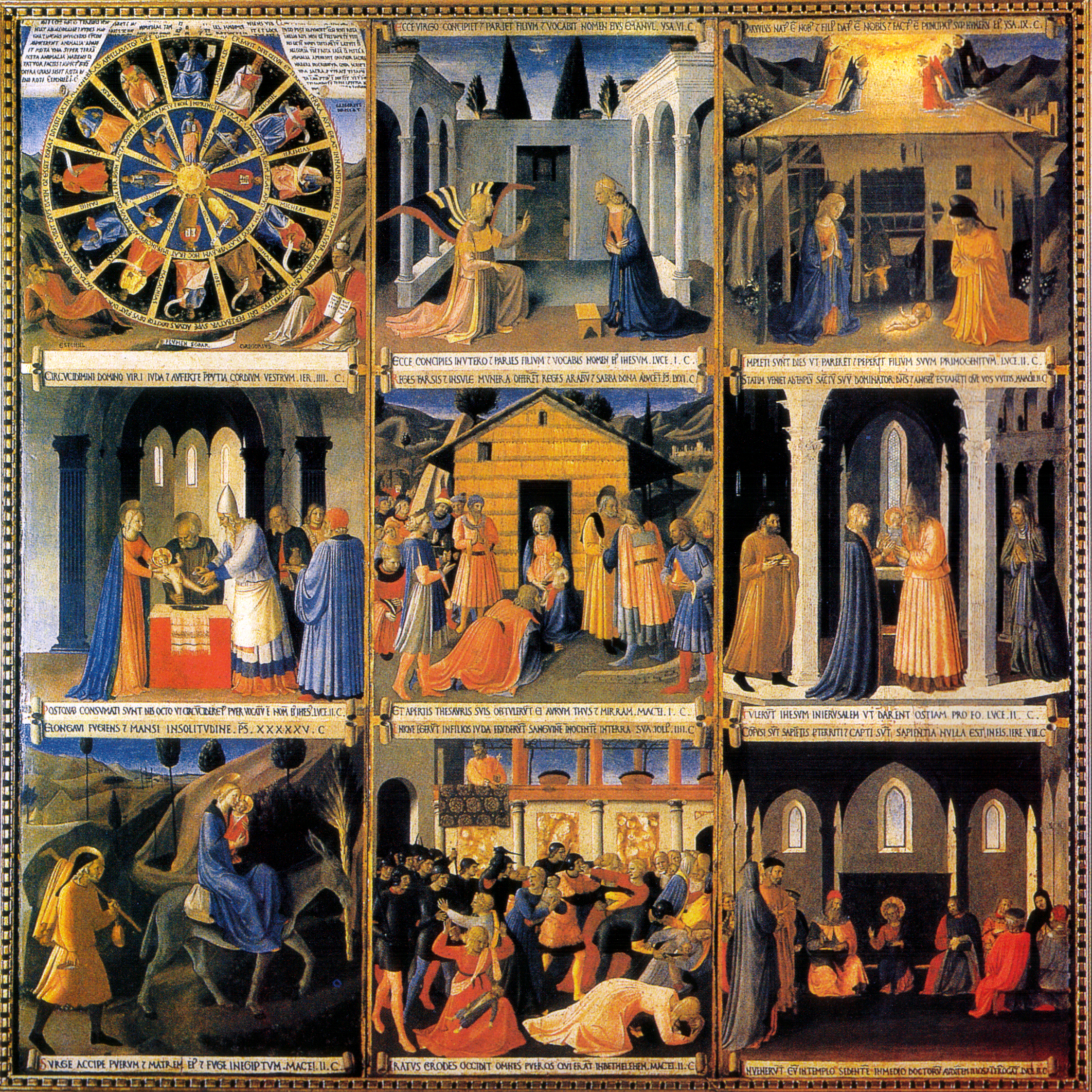
Panneau complet de l'ex-voto d'argent contenant cette Annonciation (au centre, en haut).

L'Annonciation du musée San Marco est une œuvre  de Fra Angelico et de ses assistants, un des éléments de la Vie du Christ, de l'Armoire des ex-voto d'argent de la Santissima Annunziata (v. 1451-1452), en tempera et or sur bois de 123 × 123 cm,  conservée au musée  musée national  San Marco de Florence.

## Histoire
Cette Annonciation est un des neuf éléments picturaux du seul  panneau, attribué formellement à Fra Angelico, de l'Armadio degli Argenti commandé par  Pierre Ier de Médicis pour l'oratoire familial du couvent de la Basilique della Santissima Annunziata pour être la décoration des faces du coffret des ex-voto d'argent consacrés à la basilique et qui était porté lors des processions.

## Thème
L'Annonciation faite à la Vierge Marie par l'archange Gabriel est un des thèmes de l'iconographie chrétienne concernant la représentation artistique de la Vierge Marie.

## Description
La rencontre de Marie et l'archange s'effectue dans l'espace extérieur délimité par les arcades de loggias (de chaque côté) et un mur de fond dans lequel une ouverture donne sur un jardin, dans l'axe d'un double rangée de cyprès.
Les couleurs des ailes de l'archange placé à gauche sont particulièrement détaillées et riches comme sur la fresque du corridor nord.
La Vierge à droite se tient debout devant un petit banc et on peut apercevoir, tout en haut du tableau, la colombe du Saint-Esprit.
Les textes de la Bible (qui commentent chacun des panneaux), sont ici tirés du livre d'Isaïe et de l'Évangile de Luc.

## Analyse
Contrairement aux autres Annonciations de Fra Angelico, Marie n'est pas abritée par un auvent architectural, ni à proximité d'un jardin (lhortus conclusus de Marie, le « jardin clos » symbolisant sa virginité). On en aperçoit un malgré tout au fond de la composition dans l'axe même du point de fuite perspectif. 